# Mörk strimharkrank
Mörk strimharkrank (Nephrotoma croceiventris) är en tvåvingeart som först beskrevs av Gabriel Strobl 1909.  Mörk strimharkrank ingår i släktet Nephrotoma och familjen storharkrankar. Enligt den svenska rödlistan är arten sårbar i Sverige. Arten förekommer i Götaland. Artens livsmiljö är våtmarker, jordbrukslandskap, sjöar och vattendrag.

## Underarter
Arten delas in i följande underarter:
- N. c. lindneri
- N. c. croceiventris